# Guillermo Ríos Marcos
Guillermo Ríos Marcos (Orense, Galicia, España, 28 de abril de 1993) es un árbitro de baloncesto español de la Liga ACB. Ascendió a la ACB en julio de 2023 tras varias temporadas en el Grupo 1 de la Federación Española de Baloncesto (FEB), donde dirigió, entre otros, la final de la Copa Princesa 2023 y el partido decisivo de la Final Four de la LEB Oro 2023.

## Trayectoria
Formado en el Comité Gallego de Árbitros (FGB), en 2014 ya figuraba en el Grupo 2 del Comité Galego; en 2016 ascendió al Grupo 1 FEB, siendo desde entonces colegiado habitual en LEB Oro y LF Endesa.  
El 27 de julio de 2023 la ACB confirmó su ascenso a la plantilla arbitral para la temporada 2023-24 (dorsal 82). Figuró igualmente en la relación oficial de árbitros de la temporada 2024-25.

## Temporadas
| Categoría               | País/Región | Años            |
| ----------------------- | ----------- | --------------- |
| Categorías base         | Galicia     | –2014           |
| Comité Galego (Grupo 2) | España      | 2014–2016       |
| FEB (Grupo 1)           | España      | 2016–2023       |
| Liga ACB                | España      | 2023–Actualidad |